# GLOCK406
GLOCK406（グロックヨンマルロク）は、日本のシンガーソングライター。
2020年11月より活動。
| GLOCK406   | GLOCK406                              |
| ---------- | ------------------------------------- |
| 出身地     | 日本 兵庫県姫路市                     |
| ジャンル   | オルタナティヴ・ロック ポップ・ロック |
| 活動       | 2020年～                              |
| 公式サイト | GLOCK406 official website             |

## 概要
小学生の頃、先生がギターを弾き語る様子を見て音楽へ興味を持ち、12歳からギターと作詞をはじめる。高校生で路上シンガーに感銘を受け師事し、作曲をはじめる。
アーティスト名は飼っていた猫にハンドガンの名前をつけていた流れで、自らの活動名にもGLOCKという名と当時住んでいた部屋番号が406号室だった事に由来する。

## 人物
兵庫県姫路市出身。引きこもりがちなのであまり人と話すのは得意ではないと語る。

## 来歴
2020年11月20日、デジタルシングル「痕跡」3曲リリース。翌21日、代表曲「心の闇」がiTunes Storeオルタナティブトップソングランキング49位にチャートインする。
2021年1月18日、テレビ埼玉「ミュージックHEAVEN」にて、2020年12月28日同テレビ局主催のライブ映像とインタビューで出演する。
2021年3月28日、「SHIBUYAオープンマイク Powered by 渋谷渦渦」の「SHIBUYAグランドスラム」に出場。
2021年7月2日、デジタルシングル「２０」をリリース。7月11日、日本最大級のミュージックフリーマガジン「JUNGLE★LIFE」Web版、サウンドクリエイター樫村治延（かしむらはるのぶ）氏のコラムに総評が掲載される。
2021年8月4日、デジタルシングル「白いカーテン」をリリース。8月11日、同詩コラムにて総評が掲載される。
|     | リリース日     | タイトル             | 収録曲                                                 | 備考                                                   | MV        |
| --- | -------------- | -------------------- | ------------------------------------------------------ | ------------------------------------------------------ | --------- |
| 1st | 2020年11月20日 | 痕跡                 | 1.心の闇 2.今日は死にたい 3.F.A.                       | iTunes Storeオルタナティブトップソングランキング49位。 | 公開 公開 |
| 2nd | 2021年7月2日   | ２０                 | 1.２０                                                 |                                                        |           |
| 3rd | 2021年8月4日   | 白いカーテン         | 1.白いカーテン                                         |                                                        |           |
| 4th | 2024年12月15日 | 赦される為の磨り硝子 | 1.覚悟の檻 2.呪い 3.土の海 4.フェンリル 5.下がりなさい |                                                        | 公開      |